# اریک پاول (ورزشکار)
اریک پاول (انگلیسی: Eric Powell; ۶ مهٔ ۱۸۸۶ – ۱۷ اوت ۱۹۳۳) نقاش، و قایقران روئینگ اهل بریتانیا بود.